# Britische Breitwandfilme in Franscope
Die Liste führt alle in Franscope gedrehten britischen Breitwandfilme auf.

## Filme
- 1968: Man nennt mich Shalako (Shalako)
- 1969: Der Untergang des Sonnenreiches (The Royal Hunt of the Sun)
- 1971: Eine Stadt nimmt Rache (A Town Called Bastard)
- 1971: Captain Apache (Captain Apache)